# Blumenthal, Rendsburg-Eckernförde
Blumenthal là một đô thị thuộc quận Rendsburg-Eckernförde, bang Schleswig-Holstein.